# Aszur-etel-ilani
Aszur-etel-ilani – król Asyrii, syn i bezpośredni następca Aszurbanipala. Panował jedynie kilka lat - uczeni datują jego rządy bądź na lata ok. 630-627 p.n.e. bądź na lata ok. 627-623 p.n.e.

## Imię
Akadyjskie imię tronowe tego władcy brzmi Aššur-etel-ilāni, co znaczy „Aszur jest księciem bogów”. Najczęściej spotykane w tekstach formy zapisu tego imienia to (m)(d)aš(-šur)-e-tel(-li/lu)-DINGIR(.MEŠ), (m)AN.ŠÁR-e-tel-li/lu4-DINGIR(.ME/MEŠ) i (m)AN.ŠÁR-NIR.GÁL-DINGIR(.ME/MEŠ).

## Panowanie
Wśród historyków wciąż trwa debata na temat długości rządów Aszur-etel-ilani, ich chronologii, a także okoliczności objęcia i utraty przez niego władzy. Problemy z rekonstrukcją jego rządów wynikają przede wszystkim z gwałtownego spadku ilości dostępnych źródeł pisanych, jaki nastąpił po śmierci Aszurbanipala. Do tego dochodzą jeszcze trudności w interpretacji zachowanych źródeł, które czasem zaprzeczają sobie nawzajem.
Wiele wskazuje na to, że w chwili śmierci swego ojca Aszur-etel-ilani nie był jeszcze pełnoletni. Ze źródeł pisanych wiadomo, iż decydującą rolę w osadzeniu go na tronie Asyrii odegrał Sin-szumu-liszir, wysoki dostojnik i eunuch na dworze asyryjskim, który do ochrony młodego księcia użył własnej, prywatnej armii. Aszur-etel-ilani wyprawiał się do Babilonii, gdzie odnosił sukcesy w walce z Nabopolassarem, który ogłosił się królem Babilonii. Przez cały swój krótki okres rządów musiał też stawiać czoła roszczeniom swego starszego brata Sin-szar-iszkuna, któremu udało się jednak w końcu w 623 r. p.n.e. przejąć tron. Dalszy los Aszur-etel-ilani nie jest znany.